# 村上彰一
村上彰一（日语：／ Murakami Shouichi */?，1857年7月14日—1916年1月7日），日本攝津國（今大阪府）人，鐵路工程師。其曾參與臺灣縱貫鐵路、南滿洲鐵道以及中华民国国有铁路的建设工程，因而有「村上鐵道」之稱。

## 生平

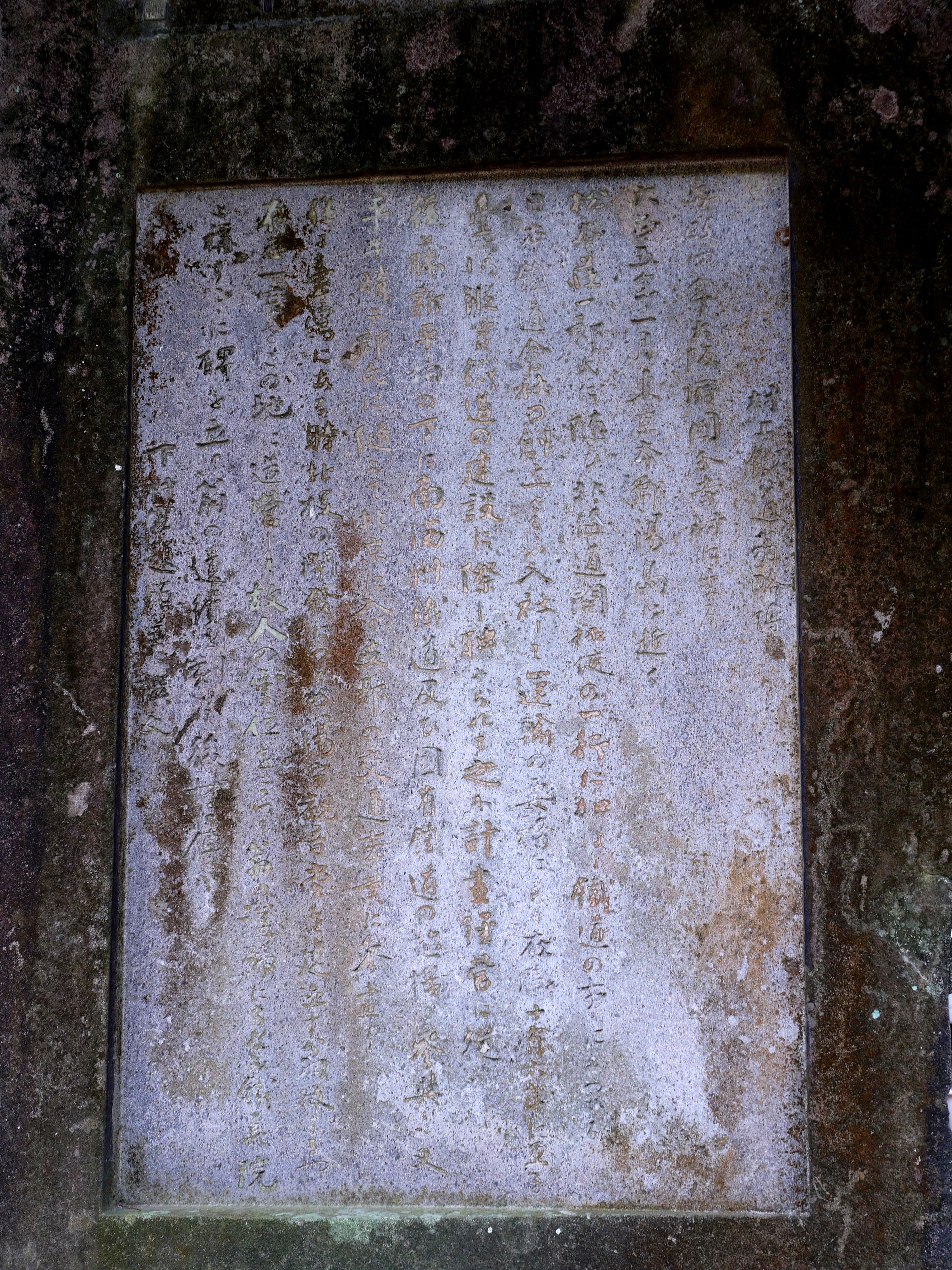
村上鐵道翁略傳碑

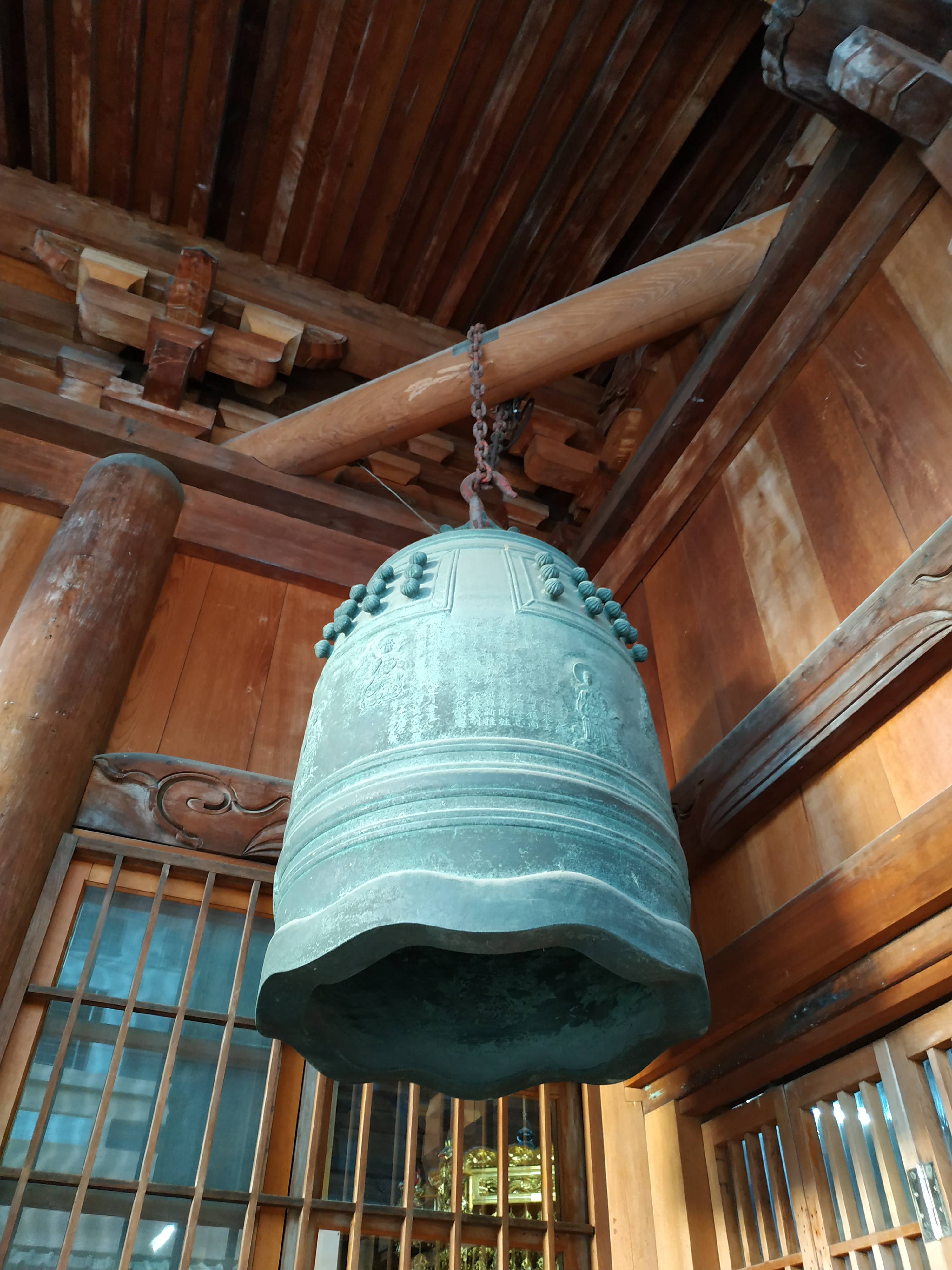
臨濟護國禪寺的銅鐘

村上彰一在安政二年閏五月二十三日（1857年7月14日）生於攝津國（之後轉變為大阪府西成郡國分寺村，今大阪市），為莊屋村上藤右衛門的長男。少時受教於國分寺住持武田觀空師，1875年前往橫濱，一邊擔任港口貨物的搬運工，一邊在私底下自學英文。之後前往北海道開拓使御用達運漕出張所工作，進行札幌鐵道工程，遭鐵道官僚松本莊一郎所發掘，將其特地接到自己家中接受教導。1879年在外國教館任職，日本鐵道會社成立後投身鐵道界，1883年進入該社工作，歷任上野站長、運輸課貨物掛長。1894年請願設立上武鐵道會社（秩父鐵道前身）。1901年來到臺灣，參與臺灣縱貫鐵路建設工程，歷任鐵道部分課未定囑託、運輸事務調查囑託、運輸課囑託、運輸課長等職。之後在基隆、花蓮、臺東、鳳山、東港、里港、旗山等地視察，規劃鐵道運營模式。1902年，於鐵道部運輸課內設立「運輸事務傳習所」，三年後擴大規模，成為「運輸事務傳習生養成所」，培養鐵道運輸人才。
1905年3月，平田源吾多次請願在北投建立佛寺未果，於是和村上彰一討論佛像的樣式、尺寸、材質、藍本。平田原欲採用臺北萬華新起街（今長沙街二段）大悲閣的西國三十三番觀音圖作為佛像的藍本，但村上在3月21日催促平田盡快交出觀世音菩薩圖，平田當天無法前往臺北，之後其找出一張古書中的觀世音菩薩圖畫匆忙交給村上，村上決定將該圖作為佛像的藍本。同年9月，村上將雕刻完成的佛像命名為「大慈大悲北投湯守觀音大菩薩」（湯守觀音有「守護溫泉的觀音」之意），之後由「臺北堀內商會」的老闆桂光風捐建「湯守觀音堂」，村上亦親自捐贈佛像予佛寺，現今存放於北投普濟寺之中的湯守觀音像即為該佛像。
1906年，擔任臺灣總督府鐵道囑託，期間奉男爵後藤新平之命，前往福建、廣東、馬來半島、暹羅（今泰國）、柴棍（今越南胡志明市）、河內等地視察，回臺後將自己的所見所聞寫成《南遊雑記》一書。1910年，其帶領鑄鐘技師前往美濃谷湧寺、京都智恩院、奈良大佛寺、大阪天王寺等地，替臨濟護國禪寺選擇音質最佳的鐘，再將鐘仿製，完工後由神戶港運送至臺灣，作為護國禪寺的銅鐘使用。1913年受到袁世凱招聘，时任铁道院副总裁平井晴二郎担任中華民國交通部顧問，村上与之一同赴中華民國視察，同年11月19日自北京返日:7。
1916年，村上興建連接北投至新北投的鐵路支線新北投支線，該支線可載運旅客泡溫泉，為一條僅用於觀光用途的鐵道。但村上彰一在支線尚未完工時就在1916年1月7日於東京本鄉湯島過世。临终获赐从五位、勋四等:8。時任民政長官兼鐵道部長下村宏感念其功績，於是在1934年建立「村上鐵道翁略傳」碑，而該碑至今仍留存於北投普濟寺中。

## 身後

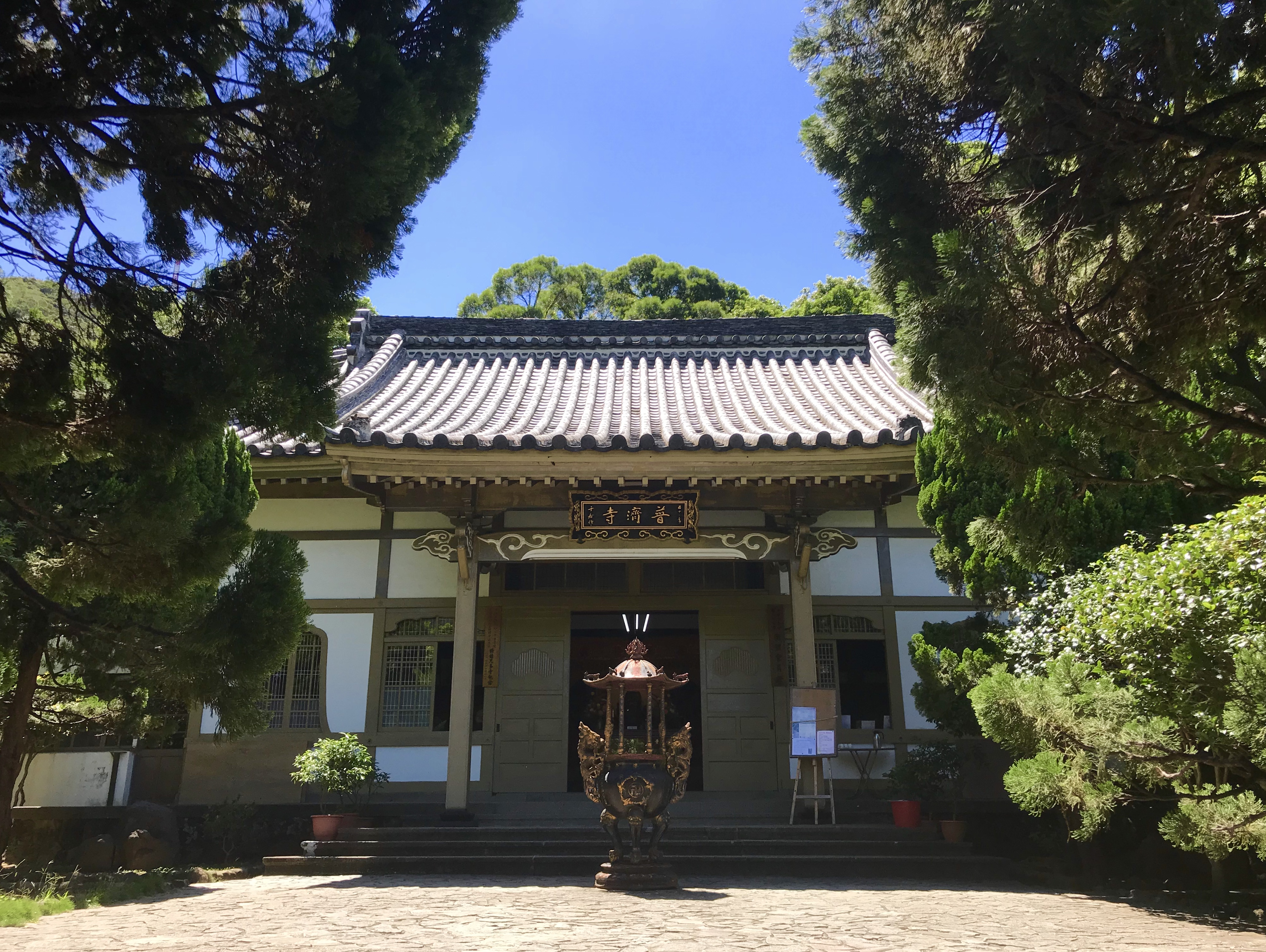
北投普濟寺

由於村上彰一一生之事業都與鐵道息息相關，因此其過世後的謚號即為「鐵真」。後人亦創建一間名為「鐵真院」的佛寺，戰後，鐵真院成為今之北投普濟寺。

## 榮典
位階
- 1916年1月8日 - 從五位[15]

勳章
- 1908年7月24日 - 五等瑞寶章[16]
- 1916年1月8日 - 四等瑞寶章[15]

## 註解
1. ↑  一說其在1916年1月5日過世[13]。